# Banda sonora de Burnout 3: Takedown
Burnout 3: Takedown es un videojuego de carreras desarrollado por Criterion Studios y distribuido por Electronic Arts que salió a la venta el 18 de septiembre de 2004 para las plataformas Xbox y PlayStation 2. Es la tercera entrega de la saga Burnout, estando este más cuidado en cuanto a gráficos y sonido. Su amplia banda sonora consta de unas 44 canciones, incluyendo el tema principal ("Lazy Generation", de The F-Ups). En la versión PAL con doblaje español, Arturo (de Máxima FM) es el locutor de la radio interna del juego desde el ficticio programa llamado Crash FM. Alternativamente, Burnout 3 soporta soundtracks creados por el usuario en la Xbox con el uso de la Xbox hard drive.

## Canciones
El juego cuenta con un total de 44 canciones, en las cuales cuentan con distintos subgéneros del rock como: rock alternativo, metal alternativo, indie rock, post-punk revival, garage rock, post-grunge, post-hardcore, screamo, power pop, hard rock y principalmente pop punk y punk rock.
- "Fall Apart"

Artista: 1208
Álbum: Turn of the Screw
- Always You

Artista: Amber Pacific
Álbum: Fading Days
- "Orpheus"

Artista: Ash
Álbum: Meltdown
- "Right Side of the Bed"

Artista: Atreyu
Álbum: The Curse
- "Make a Sound"

Artista: Autopilot Off
Álbum: Make a Sound
- "Heart Full of Black"

Artista: Burning Brides
Álbum: Leave No Ashes
- "Time and Time Again"

Artista: Chronic Future
Álbum: Lines In My Face
- "Saccharine Smile"

Artista: Donots
Álbum: Amplify the Good Times
- "I Let Go"

Artista: Eighteen Visions
Álbum: Obsession
- "Reinventing the Wheel to Run Myself Over"

Artista: Fall Out Boy
Álbum: Take This To Your Grave
- "Stay in Shadow"

Artista: Finger Eleven
Álbum: Finger Eleven
- "This Fire"

Artista: Franz Ferdinand
Álbum: Franz Ferdinand
- "Populace in Two"

Artista: From First to Last
Álbum: Dear Diary, My Teen Angst Has a Body Count
- "Rookie of the Year"

Artista: Funeral for a Friend
Álbum: Casually Dressed & Deep in Conversation
- "C'mon"

Artista: Go Betty Go
Álbum: Worst Enemy
- "Just Tonight"

Artista: Jimmy Eat World
Álbum: Futures
- "Radio Up"

Artista: Letter Kills
Álbum: The Bridge
- "Everyone Alive"

Artista: Local H
Álbum: Whatever Happened To P.J. Soles?
- "Please"

Artista: Maxeen
Álbum: Maxeen
- "Give It Up"

Artista: Midtown
Álbum: Forget What You Know
- "Broken Promises"

Artista: Moments in Grace
Álbum: Moonlight Survived
- "My Favourite Accident"

Artista: Motion City Soundtrack
Álbum: I Am The Movie
- "Animal"

Artista: Mudmen
Álbum: Overrated
- "I'm Not Okay (I Promise)"

Artista: My Chemical Romance
Álbum: Three Cheers for Sweet Revenge
- "At Least I'm Known for Something"

Artista: New Found Glory
Álbum: Catalyst
- "Independence Day"

Artista: No Motiv
Álbum: Daylight Breaking
- "Rise Up"

Artista: Pennywise
Álbum: From the Ashes
- "I Wanna Be Sedated"

Artista: Ramones
Álbum: Road to Ruin
- "Congratulations Smack and Katy"

Artista: Reggie and the Full Efect
Álbum: Under the Tray
- "Paper Wings"

Artista: Rise Against
Álbum: Siren Song of Counter Culture
- "Hot Night Crash"

Artista: Sahara Hotnights
Álbum: Kiss and Tell
- "4/16"

Artista: Silent Drive
Álbum: Love Is Worth It
- "Memory"

Artista: Sugarcult
Álbum: Palm Trees and Power Lines
- "Sing Along Forever"

Artista: The Bouncing Souls
Álbum: Anchors Aweigh
- "Come On!"

Artista: The D4
Álbum: 6twenty
- "Here I Am"

Artista: The Explosion
Álbum: Black Tape
- "Lazy Generation"

Artista: The F-Ups
Álbum: The F-Ups
- "Decent Days and Nights"

Artista: The Futureheads
Álbum: The Futureheads
- "Autobrats"

Artista: The Lot Six
Álbum: Major Fables
- "Audio Blood"

Artista: The Matches
Álbum: E. Von Dahl Killed the Locals
- "Shake That Bush Again"

Artista: The Mooney Suzuki
Álbum: Alive & Amplified
- "Over the Counter Culture"

Artista: The Ordinary Boys
Álbum: Over the Counter Culture
- "C'mon C'mon"

Artista: The Von Bondies
Álbum: Pawn Shoppe Heart
- "Breathing"

Artista: Yellowcard
Álbum: Ocean Avenue